# Смарклиці
Смарклиці (пол. Smarklice) — село в Польщі, у гміні Дорогичин Сім'ятицького повіту Підляського воєводства.
Населення — 167 осіб (2011).
У 1975-1998 роках село належало до Білостоцького воєводства.

## Демографія
Демографічна структура станом на 31 березня 2011 року:
|          | Загалом | Допрацездатний вік | Працездатний вік | Постпрацездатний вік |
| -------- | ------- | ------------------ | ---------------- | -------------------- |
| Чоловіки | 97      | 24                 | 54               | 19                   |
| Жінки    | 70      | 10                 | 41               | 19                   |
| Разом    | 167     | 34                 | 95               | 38                   |